# Klaus Gundelach
Klaus Gundelach (* 18. April 1905 in Berlin; † 29. August 1989 in Osterby) war ein deutscher Redakteur, Verlagsdirektor und Naturschützer.

## Leben und Werk

### Frühe Jahre und Weimarer Republik
Klaus Gundelach wuchs im Gutsbezirk Tempelhof auf und besuchte das Humanistische Gymnasium in Berlin. In den frühen 1920er Jahren betätigte er sich im Freikorps Roßbach und seinen Nachfolgeorganisationen. Von 1926 bis 1933 war Gundelach als Redakteur einer Berliner Tageszeitung tätig.
1929 verfasste er einen Großteil der vom nationalsozialistische Eher Verlag herausgegebenen Schrift Der Heines-Prozess über den Stettiner Fememordprozess.
Zum 1. Dezember 1929 trat Gundelach in die NSDAP ein (Mitgliedsnummer 172.321), Außerdem wurde er Mitglied der SA, in der er 1933 den Rang eines Sturmhauptführers (Hauptmann) erhielt. Seit 1932 war er beim Völkischen Beobachter in Berlin beschäftigt.

### NS-Zeit
Von 1933 bis 1938 war er Politischer Verlagsdirektor des Rostocker Anzeigers. In dieser Stellung unterhielt er enge Beziehungen zu Hans Hinkel, dem Leiter des Kampfbundes für deutsche Kultur, und zu Alfred Ingmar Berndt, dem Leiter der Abteilung Presse im Reichspropagandaministerium.
1938 zog Gundelach sich als „schriftstellender Bauer“ auf einen Hof in Mecklenburg zurück. In Briefen aus dem Jahr 1939 gibt er seinen Wohnsitz als „Tackmannshof“ bei Lychen in der Uckermark an.
Kurz vor Beginn des Zweiten Weltkriegs wandte Gundelach sich im Sommer 1939 hilfesuchend an den damals im Propagandaministerium als Abteilungsleiter tätigen Hinkel, dem er mitteilte, dass er aufgrund fehlender Arbeitskräfte, die zum Militär eingezogen waren, nicht in der Lage sei, dauerhaft von seiner Bauernarbeit zu existieren und bat ihn daher, ihn im Falle, dass eine Stelle im Pressebereich frei werden würde, an ihn zu denken: So erklärte er, gerne in Hinkels Abteilung im Propagandaministerium oder als Schriftleiter einer Zeitschrift arbeiten zu wollen.
Während des Krieges wurde Hinkel dann als Kriegsberichterstatter verwendet, wobei er mehrmals verwundet wurde. 

### Nachkriegszeit
Gegen Kriegsende entkam Gundelach der Sowjetarmee. Über seine Flucht berichtete er in seinem Buch Der Treck ins Grüne Land.
Nach dem Krieg lebte er in Schleswig-Holstein und arbeitete dort 1948 als Vorarbeiter in Wiederaufforstungsmaßnahmen und wurde Mitbegründer der Schutzgemeinschaft Deutscher Wald (SDW), deren Geschäftsführer er im Landesverband Schleswig-Holstein 30 Jahre lang war. Ab 1952 gab er die Schriftenreihe „Waldjugenddienst“ heraus, eine pädagogische Vierteljahreszeitschrift für Schule und Jugendführer.
Er war 1957 Mitbegründer der Deutschen Waldjugend (DWJ) als Jugendorganisation der Schutzgemeinschaft Deutscher Wald. Ihr blieb er immer eng verbunden. 1975 stiftete der Bundesverband der SDW den Klaus-Gundelach-Preis, der jährlich vom Präsidium der SDW an Einzelpersonen oder Gruppen für herausragende Leistungen in und für die Deutsche Waldjugend verliehen wird. Seine Verdienste wurden mit der Schleswig-Holstein-Medaille (1978) und der Verdienstmedaille des Bundesverdienstkreuzes gewürdigt. Nach ihm wurde der Klaus-Gundelach-Fonds, der Förderverein der Deutschen Waldjugend, benannt.
Klaus Gundelach verstarb 1989 im Alter von 84 Jahren und wurde auf dem Friedhof in Hütten beigesetzt.

## Schriften
- „Der Dank der Republik“, in: Der Heines-Prozess. Ein Kapitel deutscher Notzeit, München 1929, S. 13–49.
- Vom Kampf und Sieg der schlesischen SA. Ein Ehrenbuch, herausgegeben von der SA-Gruppe Schlesien, Breslau 1933. (Bearbeiter)
- Die Jungen vom Habichtswald. Verlags-Anstalt Rheinhausen, Rheinhausen 1950.
- (Hrsg.): Kamerad Pferd. Ein Buch von Ross und Reiter. Safari, Berlin 1951.
- Wölfe im Forst. Bären, Düsseldorf 1955 (Neuauflage: Deutsche Waldjugend (DWJ), Hemer 1987).
- Der treue Harras. Bären, Düsseldorf 1956 (Neuauflage: DWJ, Hemer 1990).
- Der Treck in das grüne Land. Sattelgeschichten. Broschat, Hohenwestedt 1983, ISBN 3-924256-02-0.
- Und ich reite froh in alle Ferne … Sattelgeschichten. Broschat, Hohenwestedt 1985, ISBN 3-924256-05-5.